# Chiesa di San Menna
La chiesa di San Menna, già di San Pietro, è un luogo di culto cattolico di Sant'Agata de' Goti, in provincia di Benevento e diocesi di Cerreto Sannita-Telese-Sant'Agata de' Goti.
La chiesa, dedicata il 4 settembre 1100 da papa Pasquale II e costruita pochi anni prima per volere del conte Roberto di Alife, custodisce al suo interno delle importanti testimonianze dell'arte romanica nell'Italia meridionale, quali il più antico assetto presbiterale tuttora leggibile e con gran parte degli elementi originari ancora in loco, nonché il più antico pavimento in opus sectile, entrambi realizzati su modello della basilica desideriana di Montecassino.

## Storia
Menna, eremita sul Taburno Camposauro presso Vitulano, ebbe già in vita fama di santità e morì nel 538/584 circa. Nel 1094, volendo dare maggior lustro alla cattedrale di Caiazzo, il conte Roberto di Alife vi fece traslare le spoglie del santo; tuttavia, a causa delle divergenze con il vescovo di Caiazzo Costantino e delle insistenze dell'arcivescovo metropolita di Benevento Roffredo, l'11 aprile di un anno compreso tra il 1102 e il 1007 (presumibilmente del 1103 o 1006) le reliquie furono trasferite a Sant'Agata de' Goti. Ivi furono accolte nella preesistente chiesa di San Pietro, situata all'estremità meridionale del centro abitato, immediatamente all'interno della cinta muraria, la quale era annessa ad un monastero benedettino maschile e fungeva da cappella comitale. I resti mortali di san Menna a Sant'Agata de' Goti divennero meta di pellegrinaggio e al santo furono attribuite più guarigioni miracolose.
La summenzionata chiesa di San Pietro è da identificarsi con l'attuale chiesa di San Menna. Essa venne costruita per volere di Roberto di Alife tra la fine dell'XI secolo e gli inizi di quello successivo, ed era presumibilmente stata completata nel 1108, anno del più antico documento che ne fa espressa menzione come «ecclesiæ beati Petri apostuli site infra munitionem nostri castelli civitatis Sanctæ Agathes». La preesistenza dell'edificio sarebbe suffragata anche dalla presenza al suo interno delle reliquie dei santi Brizio e Socio, che dunque ivi sarebbero state venerate ancora prima dell'arrivo di quelle del santo eremita. La chiesa fu dedicata il 4 settembre 1100 da papa Pasquale II, il quale si trovava nel Sannio per rinsaldare i rapporti con le contee normanne; fu intitolata a Gesù Salvatore, alla Vergine Maria, alla Vera Croce e ai santi Pietro, Paolo e Menna, come riportato nell’epigrafe dedicatoria tuttora visibile nell'edificio:
(Lapide che commemora la dedicazione della chiesa.)

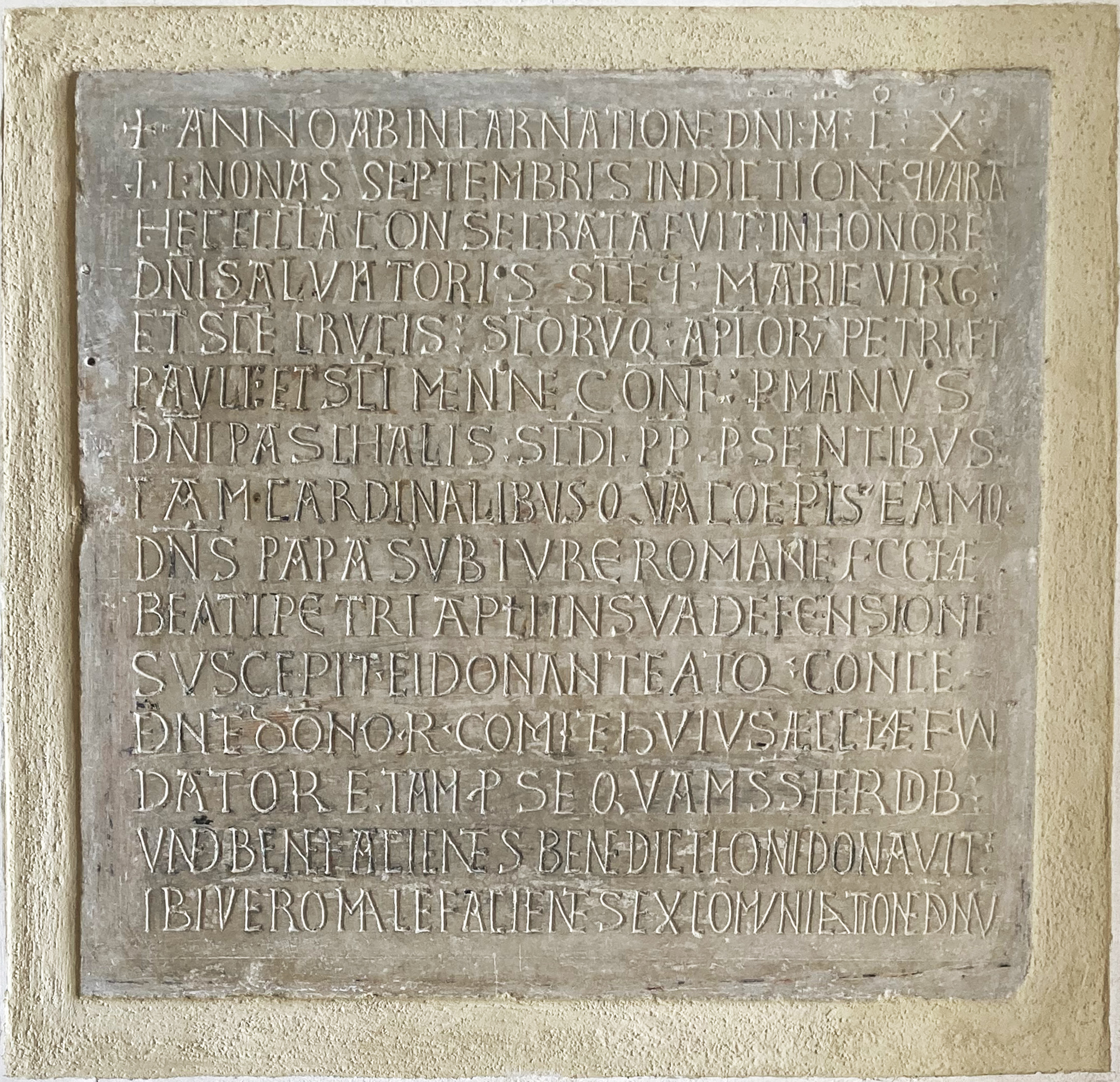
Epigrafe dedicatoria

Tra il XII e la metà del XV secolo l'interno della chiesa fu arricchito a più riprese con pitture parietali, tanto da essere descritta in occasione della visita pastorale del 1702 «ovunque ornata con antichi dipinti».
I verbali delle visite pastorali della prima metà del XVI secolo, la chiesa e l'abbazia sono indicate come affidate non più all'ordine di San Benedetto, ma a canonici regolari agostiniani. Essi vi rimasero fino alla soppressione della congregazione, avvenuta nel 1575 per volere di papa Gregorio XIII, in seguito alla quale fu nominato abate commendatario Pompeo Bozzuto, alla cui morte del quale (1584) la chiesa con le sue rendite fu affidata al collegio gesuitico scozzese di Roma, al quale rimase soggetta fino al 1773; nel 1590 San Menna divenne curazia della parrocchia di Sant'Angelo de Munculanis. Nel 1674 l'altare della chiesa fu profanato da tal Giacinto Cacciapuoti, che aveva preso in affitto i locali dell'ex abbazia, il quale lo violò nella speranza di trovare al suo interno degli oggetti preziosi. Per una maggior sicurezza delle reliquie che invece vi erano custodite, esse furono traslate nella cattedrale; nel 1701, su istanza del capitolo, il vescovo di Sant'Agata de' Goti Filippo Albini le sottopose ad una ricognizione canonica.

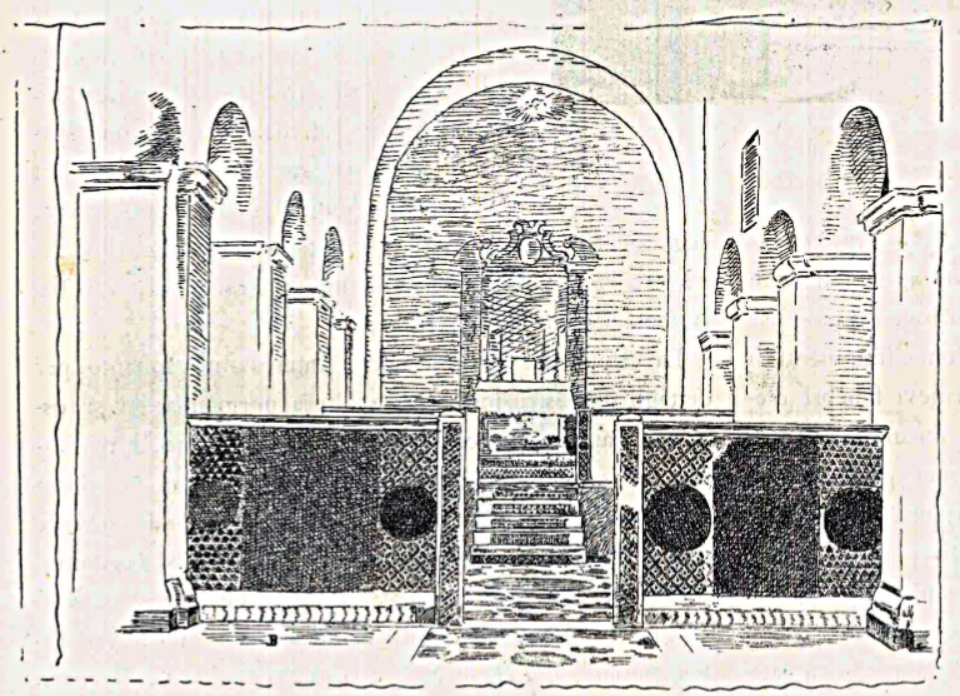
L'interno della chiesa in seguito alle modifiche settecentesche, in un disegno di Émile Bertaux del 1896

Nel corso del XVIII secolo la chiesa subì alcune importanti modifiche poiché, come testimoniato dal verbale della visita pastorale del 1702, essa versava in pessime condizioni. Per rinforzare la struttura, nel 1779 o 1789, le colonne di divisione delle navate furono inglobate entro pilastri in muratura sui quali furono impostati dei nuovi archi, meno ampi di quelli medioevali; presumibilmente nella stessa circostanza, furono edificati l'atrio e la terminazione rettilinea esterna delle absidi, e scialbati con intonaco bianco gli affreschi; in epoca barocca, inoltre, l'altare venne dotato di una ancona in stucco. Nel 1846-1847 l'abate Filippo Ventapane riportò alla luce le antiche pitture parietali, le quali però alla sua morte (1892) furono nuovamente ricoperte per volere del regio economato.
Nel 1921 su impulso di Domenico Mustilli fu eseguito un saggio murario in uno dei pilastri, che riportò alla luce la colonna sottostante. Tra il 1955 e il 1957 furono eseguiti degli importanti lavori di restauro sotto la direzione di Riccardo Pacini e Antonio Rusconi, nell'ambito dei quali furono eliminate tutte le superfetazioni barocche. Il terremoto dell'Irpinia del 1980 causò il crollo della copertura della navata laterale di sinistra, rendendo necessario un ripristino operato nel 1990-1992 e diretto da Flavia Belardelli. Nel 2010, in occasione del nono centenario dalla dedicazione della chiesa, vi furono riportate le reliquie dei santi Menna, Brizio e Socio che già erano custodite sotto l'altare della stessa; in tale circostanza, il 12 settembre il cardinale segretario di Stato della Santa Sede Tarcisio Bertone presiedette una celebrazione eucaristica. L'anno successivo venne condotta sulle reliquie una ricognizione canonica che, con il metodo del carbonio-14, ha stabilito l'autenticità delle reliquie di san Menna, mentre ha escluso l'appartenenza di quelle di san Brizio all'omonimo vescovo di Tours, morto nel 444, poiché ricondotte al periodo di fondazione della chiesa santagatese.

## Descrizione

### Architettura

Pianta

La chiesa di San Menna è situata al margine meridionale dell'antico centro abitato di Sant'Agata de' Goti, su una piccola collinetta a ridosso della cinta muraria longobarda, dirimpetto al castello comitale e nei pressi della principale porta d'accesso alla città. Il suo orientamento lungo l'asse nord-sud (con le absidi a settentrione) anziché l'usuale est-ovest, è da ascriversi alla presenza di costruzioni preesistenti.
La chiesa è in stile romanico, con una pianta a tre navate separate da arcate su colonne, coperte con capriate lignee e terminanti ciascuna con un'abside semicircolare.. La struttura basilicale, di stampo paleocristiano, nonostante l'assenza del transetto presente nel prototipo, richiama quella della basilica desideriana di Montecassino (1066-1071), con un assetto analogo a quello di numerosi edifici coevi, quali la basilica di Sant'Angelo in Formis presso Capua (1072-1087), la chiesa di Santa Lucia a Gaeta (fine dell'XI secolo) e la chiesa di Santa Maria in Foro Claudio a Ventaroli (prima del 1087). Inoltre, San Menna sarebbe il frutto del riadattamento dei moduli architettonici della cattedrale di Santa Maria Assunta di Sant'Agata de' Goti nella sua redazione primitiva degli ultimi anni dell'XI secolo, che però fin da allora era a croce latina.
Nonostante la notevole sopraelevazione dell'area presbiterale, la chiesa di San Menna è priva di cripta; tuttavia al di sotto delle absidi sono tuttora presenti alcuni locali adibiti ad uso profano, ai quali si accede dall'esterno dell'edificio, dal prospetto posteriore.
Di seguito le principali misure della chiesa, riferite all'interno dell'edificio:
| Parametro                                | Misura       |
| ---------------------------------------- | ------------ |
| Lunghezza                                | 22,48 m      |
| Larghezza                                | 13,04 m      |
| Lunghezza della navata centrale          | 6,46 m       |
| Lunghezza delle navate laterali          | 2,65 m       |
| Superficie del pavimento in opus sectile | 260 m² circa |

### Esterno
Esternamente l'edificio presenta pareti integralmente intonacate di chiaro, con coperture a falde con tegole in laterizio.

#### Facciate

La facciata principale con gli antistanti resti dell'antica cerchia muraria

La facciata principale, rivolta a sud, è a salienti e ricalca la strutturazione interna dell'edificio. Ad essa è addossato l'atrio barocco, della fine del XVIII secolo, il quale è preceduto da un coevo giardino ricavato nello spazio che intercorre tra la chiesa e l'antistante cinta muraria, della quale in tale tratto sono tuttora visibili alcuni resti. L'accesso al pronao, pertanto, avviene lateralmente; mentre l'ingresso occidentale (verso l'area dell'antico monastero) è privo di elementi decorativi, quello orientale (verso piazza Castello) è caratterizzato da una monumentale scalinata che conduce ad un portale con modanatura e cornicione in stucco, sormontato da una nicchia ad arco ed inserito in un prospetto che termina, in alto, con un timpano triangolare nel quale si apre un oculo. L'atrio si apre verso meridione con quattro arcate asimmetriche su pilastri quadrangolari, delle quali la seconda da sinistra, posta in corrispondenza del portale d'accesso all'interno della chiesa, è più ampia rispetto alle altre; delle quattro campate in cui si articola l'ambiente, solo la principale è voltata a botte, mentre le restanti tre lo sono a crociera. Al di sopra della prima arcata di sinistra dell'atrio si eleva un campanile a vela a due fornici, presumibilmente risalente ai restauri del 1955-1957; esso sostituisce l'antica torre campanaria, situata in corrispondenza dell'absidiola di sinistra e giunta al XX secolo mutila. Nella parte superiore della parete della facciata, in corrispondenza della navata centrale, si apre una finestra rettangolare.
Il prospetto posteriore della chiesa, su viale Vittorio Emanuele III, è costituito dal muro che ingloba a filo le tre absidi, risalente alla fine del XVIII secolo, carattere architettonico ovunque assente nell'ambito del romanico campano. La sporgenza di tale parete rispetto alla terminazione delle navate è sottolineata dalla copertura a falda unica inclinata verso nord. In corrispondenza di ciascuna abside interna si apre una monofora strombata a tutto sesto.

#### Portale

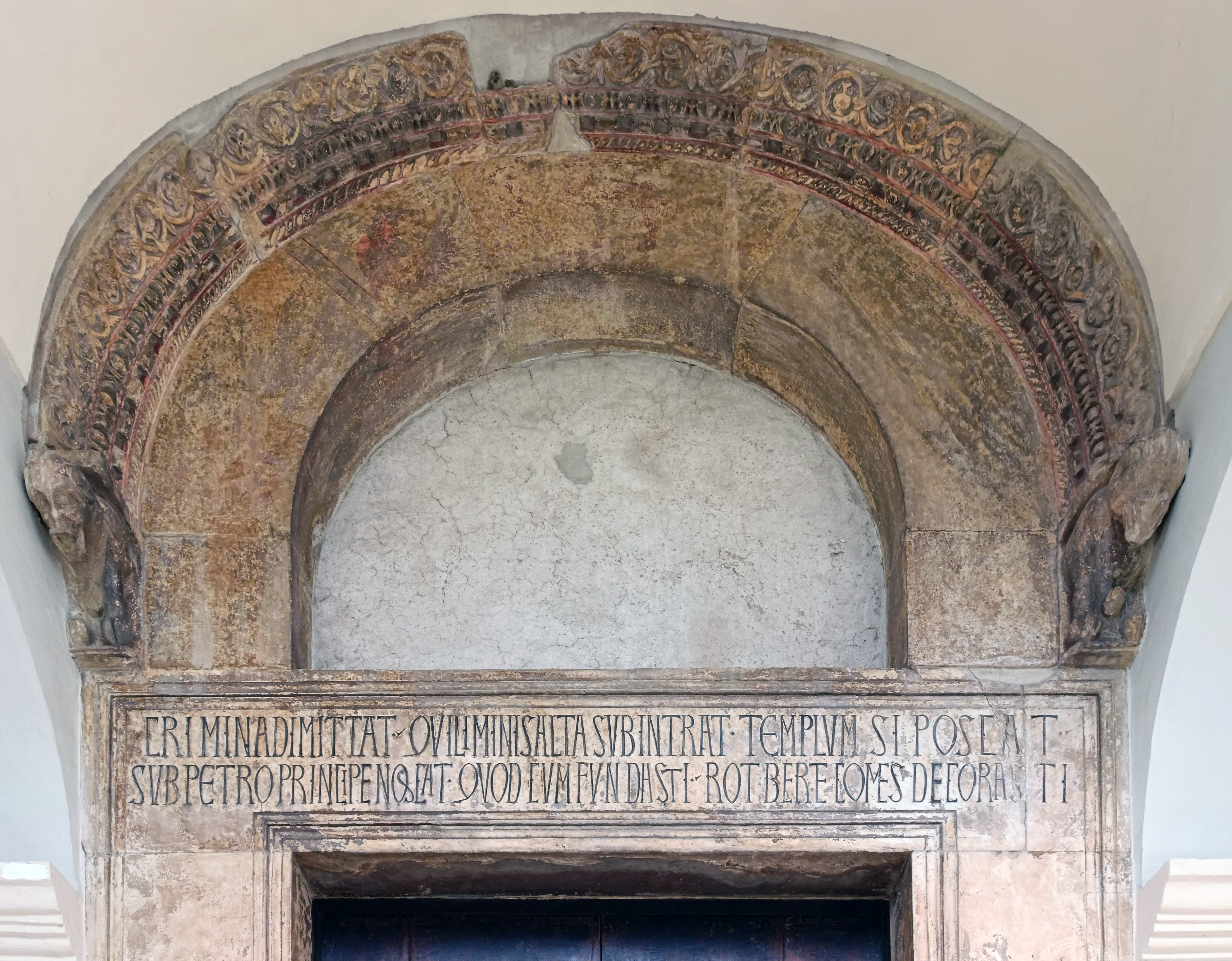
La lunetta e l'architrave del portale

Originariamente la chiesa disponeva di due ingressi, dei quali di quello minore, dal chiostro, si trova traccia nel saggio nella parete esterna della navatella di sinistra, in corrispondenza della quinta arcata. Attualmente l'unico portale è posto in facciata, lungo l'asse longitudinale della chiesa. La sua notevole sporgenza rispetto alla parete di controfacciata è ascrivibile al suo inserimento, in origine, all'interno di un avancorpo al quale poi, nel XVIII secolo, sarebbe stato addossato l'atrio barocco, il quale è andato a sostituire un protiro su colonne, forse non dissimile, nella sua configurazione generale, da quello del portale laterale della ex chiesa di Santa Lucia a Gaeta. Il portale, che allo stato attuale è frutto di rimaneggiamenti, si presenta con una struttura analoga a quelli della cattedrale di Sant'Agata de' Goti, della ex cattedrale dei Santi Bernardo e Martino a Carinola e della basilica di Sant'Angelo in Formis presso Capua. La luce, rettangolare, è inquadrata da una modanatura che, sull'architrave, reca la seguente iscrizione:
(Iscrizione sull'architrave del portale.)
Tale testo, in capitale romanica, venne formulato sia come un invito alla conversione, che come un richiamo all'apostolo Pietro, antico titolare dell'edificio, e con esso all'universalità della Chiesa, che come celebrazione del fondatore dell'edificio, il conte Roberto di Alife. Al di sopra dell'architrave vi è la lunetta ad arco rialzato, intorno alla quale vi è un cornicione aggettante semicircolare poggiante su due mensole a forma di elefante, fortemente danneggiate. L'archivolto si articola in cinque fasce ornate con bassorilievi: quella più esterna, che presenta un'ampiezza maggiore rispetto alle altre, è ornata dapresenta un doppio tralcio ondulato con frutti ed elementi vegetali, che fuoriesce dalle fauci spalancate due pistrici, posti alle estremità; quella successiva con un motivo ad ovuli e perline; la terza con uno a dadi e la quinta con un rilievo a tortiglione.

### Interno

Interno

Internamente, le tre navate sono separate da due file di sei arcate a tutto sesto ciascuna, le quali poggiano su dieci colonne di spoglio in diverse varietà di marmo, e all'estremità su semipilastri quadrangolari con semplice cornicione in stucco. Delle colonne, solo quattro hanno capitelli antichi: sono i due ionici, ionici, delle prime due di sinistra, e i corinzi della terza di sinistra e della quarta di destra. I primi due capitelli di destra sono compositi, appositamente realizzati per compensare la ridotta altezza dei sottostanti fusti e per armonizzarsi ai manufatti ionici dirimpetto; il terzo capitello di destra e il quarto di sinistra, invece, sono il frutto di una rilettura medievale dell'ordine corinzio. La colonna di ciascuna fila più vicina all'abside, infine, vede il riuso di un capitelli capitello con decorazione ad intreccio geometrico databili databile alla metà del XI secolo. Le colonne furono composte in maniera tale da consentire al piano d'imposta delle arcate di sollevarsi progressivamente in direzione del presbiterio, secondo un fine scenografico e non strutturale.
Le navate sono illuminate da strette monofore ad arco che si aprono in numero di sei nelle navate minori, e di cinque per lato in quella maggiore. Una monofora si apre anche al centro di ciascuna delle tre absidi. Le pareti sono intonacate di bianco ad eccezione degli archi fra le navate, lasciati con le pietre a vista. A metà della navata sinistra si apre una piccola nicchia quadrangolare nella quale sono stati inseriti reperti lapidei vari rinvenuti nel giardino antistante l'atrio della chiesa, tra cui tessere pavimentali e frammenti epigrafici.

#### Schola cantorume presbiterio

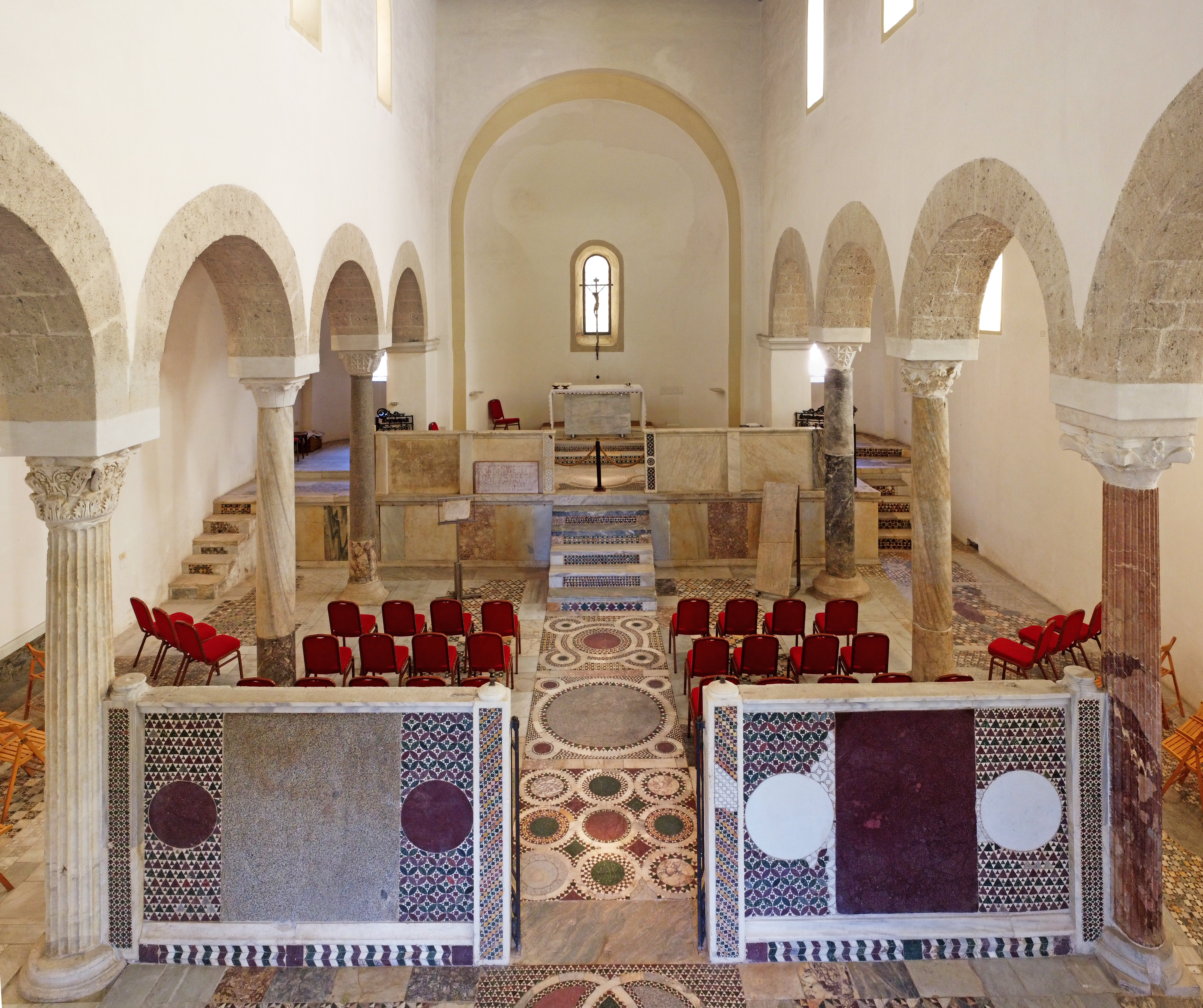
Schola cantorum, presbiterio e abside

Nella parte terminale della navata centrale, corrispondente alle ultime due arcate di ogni colonnato prima del presbiterio, si sviluppava in origine la schola cantorum, smantellata nel corso dei lavori della fine del XVIII secolo. Della recinzione originale, che chiudeva l'area su tutti e tre i lati come nella basilica desideriana di Montecassino, restano in loco soltanto i due plutei anteriori. I due elementi superstiti sono in muratura e presentano frontalmente un rivestimento in marmi policromi, simmetrico, costituito da un'unica lastra centrale rettangolare (in porfido rosso a destra e in granito grigio a sinistra) affiancata da due campiture laterali, anch'esse rettangolari ma più strette, con intarsi geometrici che riprendono quelli del pavimento della chiesa, al centro delle quali vi sono due dischi (in porfido rosso, originali, a sinistra e in marmo bianco, frutto di ricostruzione, a destra). Alle estremità di ciascuna lastra, vi sono dei pilastrini anch'essi decorati con intarsio marmoreo, e sormontati da basi circolari (forse di colonnine o di altri elementi decorativi), analogamente a quelle dei plutei duecenteschi di ambito romano dell'ex chiesa di Santa Lucia a Gaeta, attualmente parzialmente ricomposti nella cattedrale dei Santi Erasmo e Marciano e di Santa Maria Assunta. La base è ornata da un motivo tricromo a zigzag intervallato da quadrati in porfido. La compresenza di lastre marmoree ed elementi in mosaico, assente nel prototipo cassinense, era riscontrabile anche nella recinzione della schola cantorum della cattedrale di Salerno antecedente al rifacimento del 1121-1136. Non vi sono tracce del perduto ambone monumentale medievale, la cui presenza è attestata nel verbale della visita pastorale del 1538, che lo localizza all'interno della schola cantorum, sul lato sinistro.
L'area presbiterale, sopraelevata rispetto al resto della chiesa, occupa interamente le tre absidi con le quali terminano le navate, e la parte terminale dell'aula corrispondente all'ultima arcata di ciascun colonnato. Il limitare anteriore del presbiterio non è rettilineo, ma in corrispondenza dell'absidiola destra è spostato indietro. Fra le due absidi laterali, poiché quella occidentale fu in epoca recenziore riadattata a sacrestia, è quella orientale a presentare un assetto del piano di calpestio il più possibile vicino a quello originario, ad eccezione del collegamento col presbiterio maggiore, che inizialmente era assente in entrambe. L'area è anteriormente schermata da plutei costituiti da lastre marmoree intervallate da pilastrini dei quali solo i due posti ai lati dell'ingresso centrale sono ornati con intarsi policromi (perlopiù perduti in quello di sinistra); la sottostante parete che colma il dislivello tra navata e presbiterio, è rivestita anch'essa in marmo. Si accede all'area presbiterale tramite tre scalette in muratura: quella centrale conta cinque gradini, mentre le due laterali ne hanno quattro ciascuna; l'alzata, come anche i fianchi della scala mediana, sono ornati con motivi pavimentali policromi.

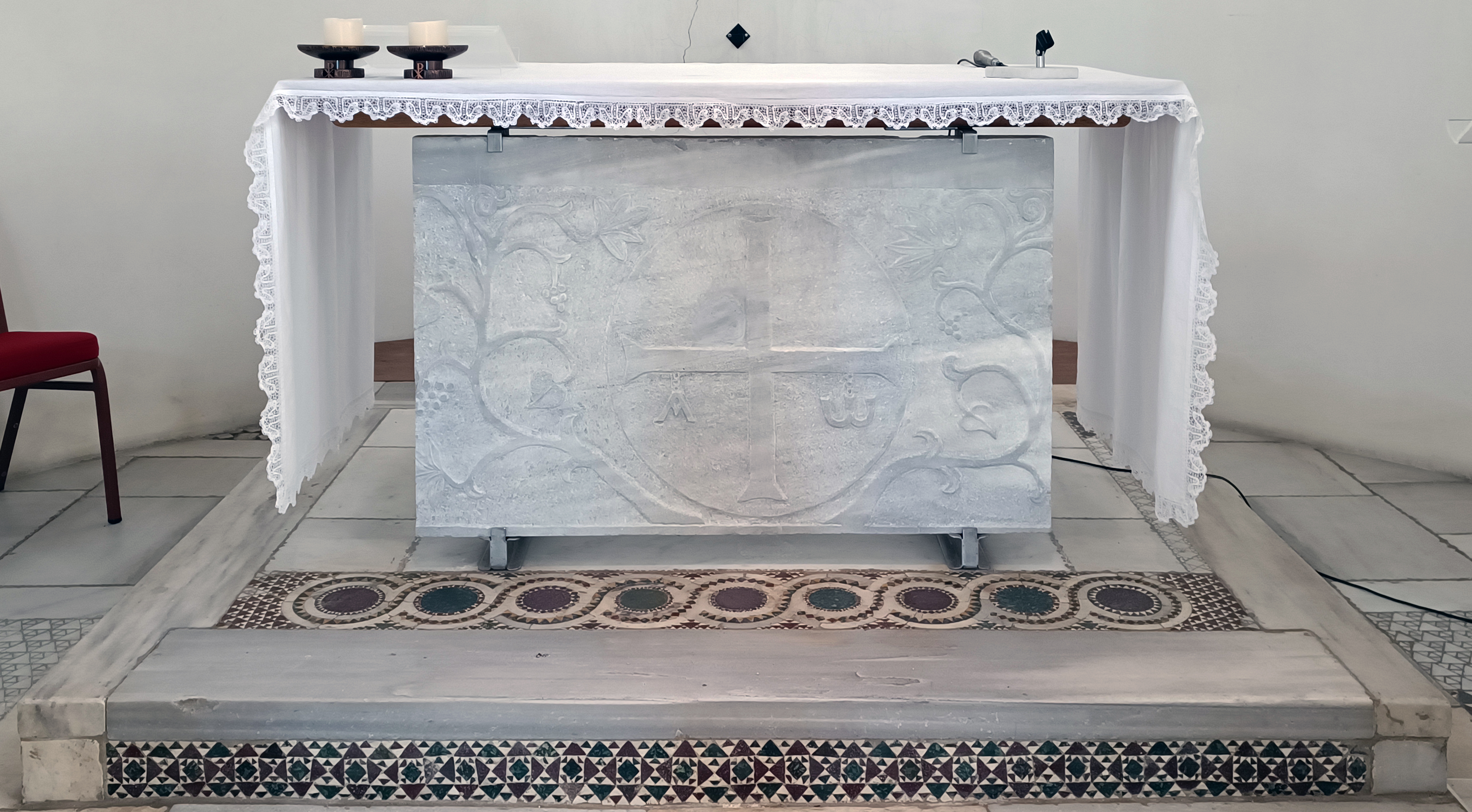
Altare

All'interno dell'abside centrale il presbiterio è ulteriormente sopraelevato. Al centro dell'ambiente trova luogo l'altare, attualmente l'unico presente all'interno della chiesa. Esso è costituito da una struttura provvisoria realizzata in seguito allo smembramento, avvenuto nella prima metà degli anni 1960, dell'antico altare medievale a cassa, il quale era rimasto integro nel corso dei secoli e i cui resti sono attualmente esposti nella seconda campata della navata laterale sinistra. L'altare odierno è costituito da una struttura metallica che regge la mensa, in legno, raccordandola ad una lastra in marmo proconnesio che svolge la funzione di paliotto. Quest'ultima è databile tra l'VIII e il X secolo e presenta un bassorilievo, decentrato per le manomissioni subite, raffigurante una grande croce greca dai cui bracci laterali pendono le lettere alfa e omega; essa è inscritta entro un cerchio affiancato da due tralci di vite, con pampini e foglie. Dall'interno del demolito altare proviene una lastra opistografa di modeste dimensioni, attualmente esposta nell'aula, inerente alla presenza all'interno dello stesso delle reliquie dei santi Menna, Brizio e Socio, le quali fino alla profanazione del 1674 erano poste entro un sarcofago per bambino di epoca romana, in due alloggiamenti distinti, individuati dalle due iscrizioni:
(Iscrizione inerente a san Menna.)
(Iscrizione inerente ai santi Brizio e Socio)
Al di sotto della penultima arcata di destra, in un'area prossima a quella della sepoltura originale, è esposta la lastra tombale dell'abate Antonio De Tramonto, di origine beneventana, morto nel 1316, incisa con la figura del defunto e il suo stemma, lungo il cui bordo vi è la seguente iscrizione:
(Iscrizione inerente a san Menna .)

#### Pavimento

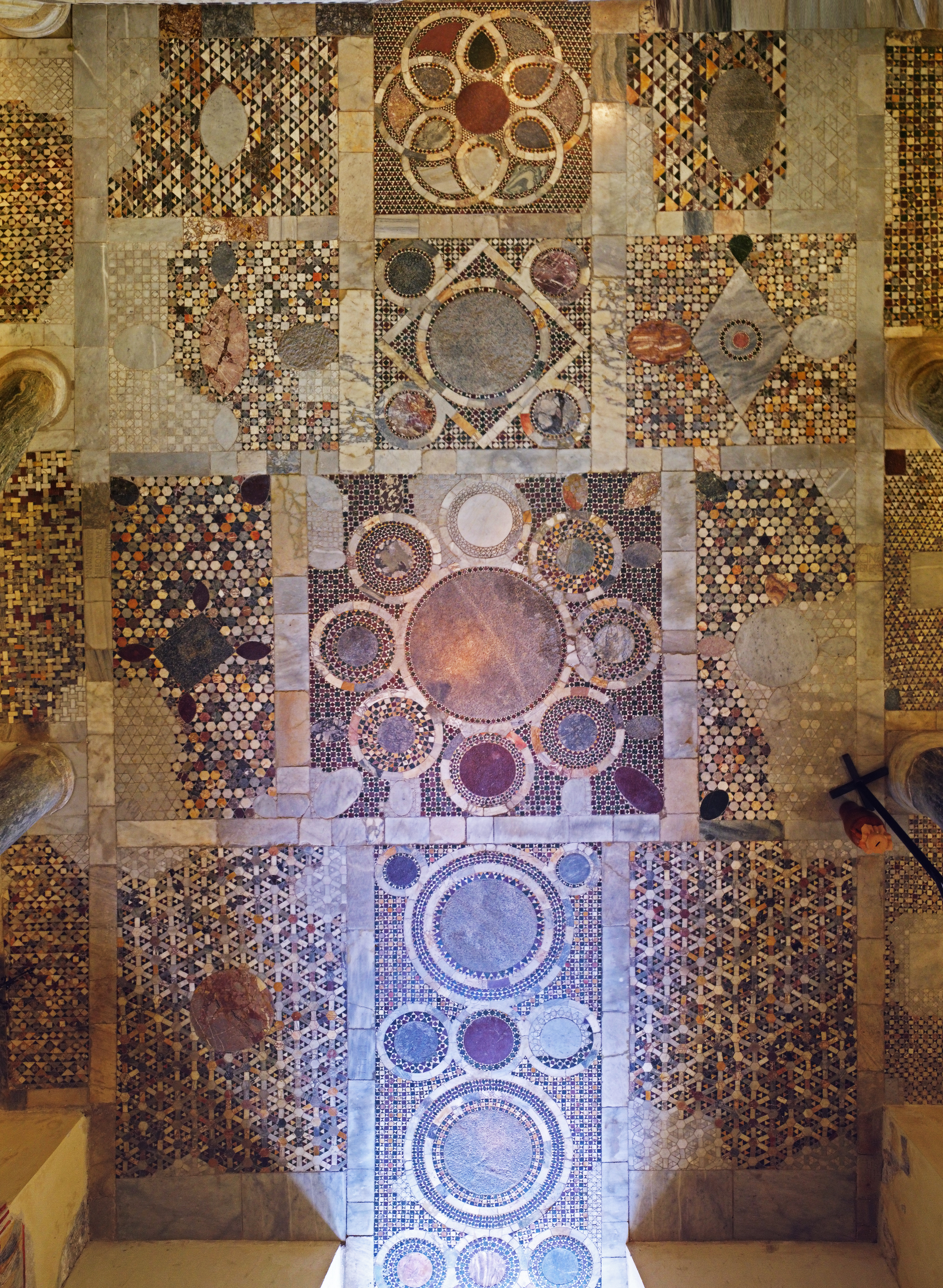
Pavimento della navata centrale

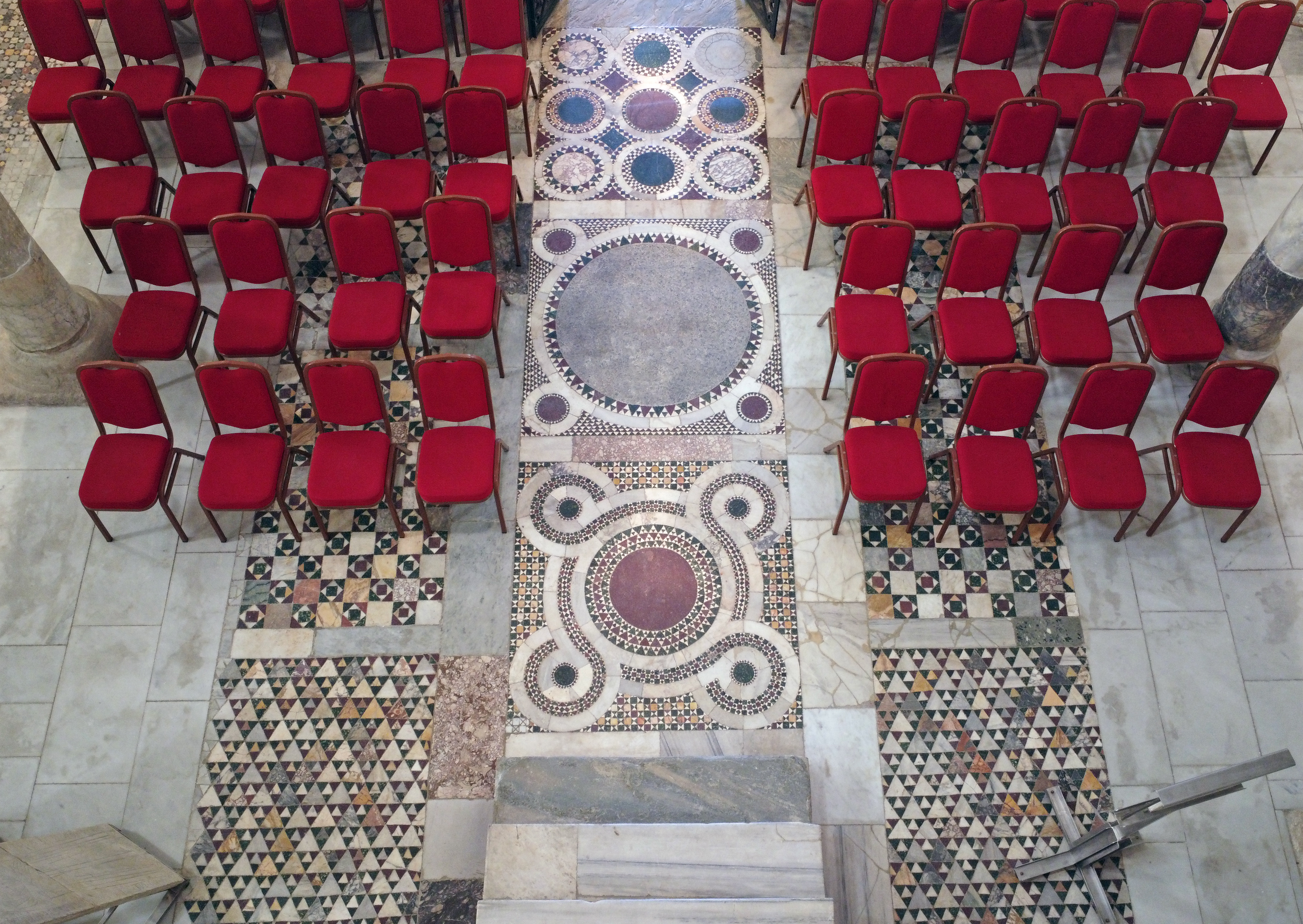
Pavimento della schola cantorum (visto dal lato del presbiterio)

Il piano di calpestio interno dell'intera chiesa è caratterizzato da un litostrato policromo in opus sectile, coevo all'edificio e pervenutoci in gran parte senza alterazioni successive, specialmente nella navata centrale (le aree lacunose furono risarcite nell'ambito dei restauri dell'ultimo quarto del XX secolo mediante elementi in marmo bianco incisi con pattern analoghi a i rispettivi perduti). Il pavimento è fortemente ispirato a quello perduto della basilica desideriana di Montecassino, del quale è l'esempio più affine; il legame con il litostrato cassinese e quello santagatese è tanto nell'articolazione dei riquadri, quanto nei singoli motivi ornamentali e nell'ampia varietà degli elementi presenti nella fascia centrale, la qual cosa permette di ascrivere l'opera a maestranze legate all'abbazia benedettina. Si registrano 44 diverse essenze marmoree, con frequente ricorso al porfido rosso antico e un amplissimo uso di materiali di recupero, tra i quali spiccano alcuni frammenti epigrafici.
Il litostrato dell'aula si sviluppa in campi rettangolari ai lati di una fascia centrale, la quale segue l'asse longitudinale della chiesa e si articola in due sezioni, delle qualidi cui la prima corrisponde allo spazio della navata riservato ai fedeli, mentre la seconda all'area della schola cantorum. Il primo riquadro presenta tre rotæ in granito intervallate da due serie di tre dischi più piccoli ciascuna, con quattro dischi ulteriori negli angoli. Segue un'ampia campitura quadrata nella quale è iscritta una grande rota attorniata da otto di minore grandezza; tale intreccio è raccordato alla cornice esterna tramite deglif ovali, presenti anche ai quattro angoli. Il primo dei due riquadri successivi presenta un quadrato, ruotato di 45° gradi, che iscrive una rota ed è circondato da quattro dischi minori; nel secondo, invece, vi è un motivo fitomorfo a sei petali, del tutto inedito rispetto a pavimenti precedenti, che verrà ripreso in variante nella prima metà del XIII secolo nella navata della cattedrale dei Santi Pietro e Paolo a Sessa Aurunca. Immediatamente all'interno della schola cantorum vi è un riquadro che contiene nove rotæ aventi la medesima dimensione ma realizzate in essenze marmoree alternate fra di loro, come anche lo sono le cornici. Quello successivo è quasi integralmente occupato da un ampio disco in granito con, a ciascun angolo, uno notevolmente più piccolo in porfido. Nell'ultimo, invece, posto ai piedi della scaletta centrale per d’accesso al presbiterio, vi è un quinconce. I riquadri che compongono il resto del pavimento dell'aula, il quale nella navatella sinistra risulta in buona parte perduto in seguito al sisma del 1980, oltre ai pattern presentano anche elementi marmorei, in forma di rombo, cerchio o mandorla, variamente affiancati in modo tale da comporre figure complesse.
Il pavimento del presbiterio, nell'area dell'ultima campata della navata maggiore, è percorso trasversalmente da una concatenazione, quasi del tutto ricostruita, di rotæ alternate per dimensione, delle quali la centrale è più grande rispetto a tutte le altre; ciascuno degli elementi laterali è collegato alla cornice esterna del riquadro tramite gocce e ovali marmorei. Un motivo analogo, sebbene con circonferenze esclusivamente di un'unica misura, è visibile sulla parte anteriore del gradino dell'altare, integralmente conservato. Il litostrato delle absidiole e dell'area antistante sono frutto di ampia manomissione.

#### Affreschi

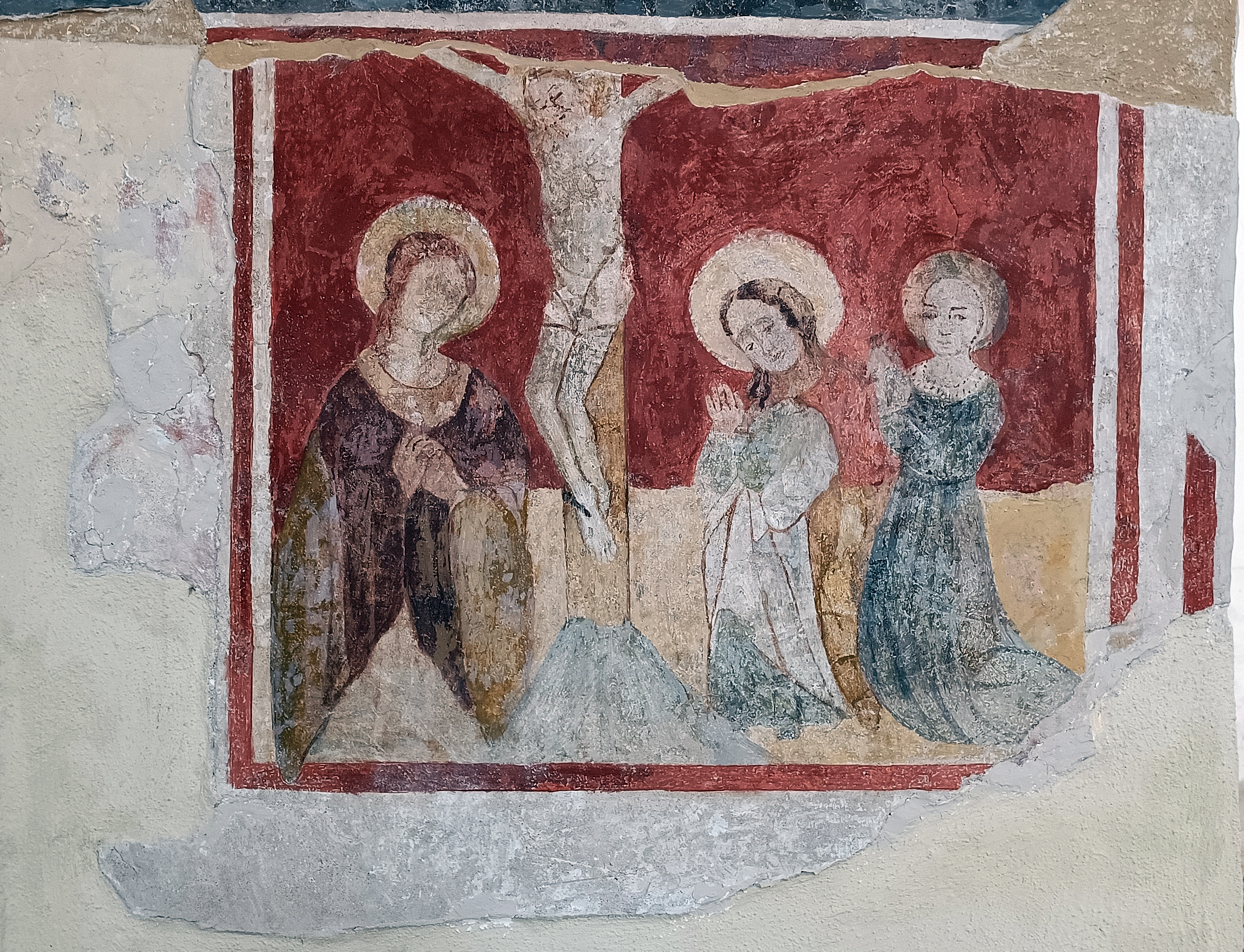
Affresco della Crocifissione

Dell'antica decorazione pittorica parietale a fresco si conserva attualmente solo una minima parte, perlopiù localizzata nell'area della controfacciata.
Sulla faccia del pilastro orientale rivolta verso la navata maggiore, sebbene in condizione assai lacunosa, vi sono due livelli sovrapposti di pittura, risalenti a due epoche differenti: quello inferiore è databile tra il XII secolo e la prima metà di quello successivo, e di esso sono tuttora visibili una struttura architettonica perlinata (in basso) e alcuni particolari di due diversi personaggi (al centro); quello superiore, invece, raffigura presumibilmente San Cristoforo e risalirebbe alla seconda metà del XIV secolo o agli inizi del XV. Allo stesso ambito di quest'ultimo è riconducibile l'affresco della Madonna in trono col Bambino collocato sulla faccia dirimpetto del pilastro occidentale, al di sotto del quale è visibile parte di una preesistente Crocifissione con dolenti e santa. Sulla faccia rivolta verso il colonnato vi è Santa Caterina d'Alessandria con donatrice, della prima metà del XV secolo.
Brani di affresco sono visibili anche negli intradossi di alcune monofore della navata maggiore e di quelle delle absidi, che potrebbero risalire alla costruzione della chiesa, ad eccezione di quello dell'absidiola sinistra che invece è presumibilmente cinquecentesco; in particolare, la strombatura della finestra al di sopra dell'altare è ornata con un motivo floreale policromo, mentre le altre decorazioni risultano poco leggibili. Inoltre, a lato della scaletta di destra al presbiterio, laddove l'area presbiterale originaria fu modificata per collegare in piano le tre absidi, al di sotto dell'odierno piano di calpestio, sono visibili due specchiature a finto marmo.

## Galleria d'immagini

Ingresso principale
Fianco destro e prospetto posteriore
Interno verso la controfacciata
Navata laterale sinistra
Navata laterale destra
Lastra tombale di Antonio de Tramonto
Risarcimenti pavimentali in marmo bianco
Palinsesto di affreschi sul pilastro orientale
Madonna col Bambino (XIV-XV secolo)
Santa Caterina d'Alessandria con donatrice (XV secolo)